# Joseph Moroni
Pour les articles homonymes, voir Moroni.
Joseph Moroni, né le 10 janvier 1938 à Neuilly-Plaisance et mort le 2 juillet 2020 à Brem-sur-Mer, est un rameur d'aviron français.

## Biographie
Joseph Moroni est membre de la Société Nautique du Perreux. Il est médaillé de bronze en huit aux Championnats du monde 1962 à Lucerne ainsi qu'aux Championnats d'Europe 1961 à Prague.
Il participa à deux éditions des Jeux olympiques ; en 1960 à Rome, il termine quatrième de la finale de huit. Il est septième lors des Jeux de 1964 à Tokyo. 
Il meurt à l'âge de 82 ans et est enterré à Brem-sur-Mer.

## Palmarès

### Championnats du monde
- 1962 à Lucerne
  -  Médaille de bronze en huit[3]

### Championnats d'Europe
- 1961 à Prague
  -  Médaille de bronze en huit